# Galina Smirnova
Galina Aleksandrovna Smirnova (en ruso: Гали́на Алекса́ндровна Смирно́ва; Soligálich, Óblast de Kostromá, RSFS de Rusia, 17 de febrero de 1929) es una pintora rusa que vive y trabaja en San Petersburgo. Es miembro de la Unión de Artistas de San Petersburgo, y se la considera una representante de la Escuela de Pintura de Leningrado, famosa por sus retratos de contemporáneos.

## Biografía
Galina Aleksandrovna Smirnova nació el 17 de febrero de 1929 en la ciudad de Soligálich, Óblast de Kostromá de la República Socialista Federativa Soviética de Rusia. 
Entre 1944 y 1948 estudió en la Escuela de Arte de Kostromá.
En 1949 ingresó al primer curso del Departamento de Pintura en el Instituto de Pintura, Escultura y Arquitectura de Leningrado, donde estudió con Ivan Stepashkin, Vladislav Anisovich y Mijaíl Avilov, y se graduó en 1955 en el taller de Yuri Neprintsev junto con Piotr Litvinski, Yevgueni Maltsev, Viktor Reijet, Yuri Belov y otros artistas jóvenes.
Desde 1955 ha participado con sus obras en diversas exposiciones de arte. Suele pintar retratos, escenas de género, paisajes y bodegones. 
En un sentido creativo, lo más interesante son sus retratos de contemporáneos, así como estudios de naturaleza y pinturas de género. 
Es miembro de la Unión de Artistas de San Petersburgo (antes de 1992 era conocida como la rama de Leningrado de la Unión de Artistas de la Federación de Rusia) desde 1960. 
Las pinturas de Smirnova residen en museos de arte y colecciones privadas en Rusia, Francia, Alemania entre otros.